# 피크닉 (서비스)
피크닉(Picnik)은 2010년에 구글이 인수한 온라인 사진 편집 서비스이다. 본사는 미국 워싱턴주 시애틀 다운타운에 위치해 있었다.
이 사이트는 사용자가 이미지를 편집하고 가져온 이미지에 스타일을 추가하고 자르기 및 크기 조정과 같은 기초적인 편집 도구를 사용할 수 있게 해주었다. 사용자는 페이스북, 마이스페이스, 피카사 웹 앨범, 플리커, 야후! 이미지 검색, 구글+로부터 네이티브로 사진을 가져올 수 있었으며 컴퓨터로부터 웹사이트에 사진을 올리거나 웹사이트로부터 컴퓨터로 내려받을 수 있는 옵션을 제공했다. 피크닉의 기초적인 사진 편집 도구들 중 상당수가 무료로 사용이 가능했다. 피크닉 프리미엄에는 추가 사진 편집 기능들이 포함되었으며 1개월, 6개월, 연간 구독료를 받았다.
2012년 1월, 피크닉은 2013년 4월 19일부로 종료하며 도구들은 구글+로 이동된다고 발표되었다.